# Carmen Brussig
Carmen Brussig (20 de mayo de 1977) es una judoca alemana que ha ganado numerosos torneos, incluyendo juegos paralímpicos y el campeonato mundial de oro.

## Biografía
Brussig nació en Leipzig con problemas visuales y compite en eventos de clasificación B2. Debutó en los Juegos Paralímpicos de Pekín 2008, ganando una medalla de bronce en la categoría de peso inferior a 48 kg. Perdió en los cuartos de final contra la judoka rusa Victoria Potapova, pero ganó la repesca contra la cubana María González para reclamar el bronce. Cuatro años después, en los Juegos Paralímpicos de Londres 2012, Brussig reclamó el oro al vencer a Potapova en los cuartos de final y a Yuliya Halinska en la semifinal. Esto puso a Brussig en la final por primera vez, donde se enfrentó y derrotó a Lee Kai Lin.  Al defender su título en los Juegos Paralímpicos de Río de Janeiro 2016 ganó la semifinal contra Halinska, pero luego perdió en la final contra el campeón mundial Li Liqing, ganando una medalla de plata.
La carrera de judoka de Brussig, fuera de los Juegos Paralímpicos, también la ha visto alcanzar grandes éxitos. Ha ganado ocho torneos internacionales entre 2001 y 2014, junto con seis medallas de plata y tres de bronce. Brussig vive en Suiza y compite en torneos nacionales suizos, terminando entre 2005 y 2014 entre ocho veces entre las tres primeras. En 2015 ganó el campeonato mundial en su categoría de peso por tercera vez, habiendo logrado la misma hazaña en 2006 y 2007.
Brussig es 15 minutos mayor que su hermana gemela idéntica, Ramona Brussig, también ganadora de una medalla de judoca. La pareja ganó el oro paralímpico con 15 minutos de diferencia en Londres 2012, y Ramona compitió en la categoría de peso inferior a 52. Ambas hermanas figuran entre las más prometedoras candidatas a las medallas alemanas para los Juegos Paralímpicos de Tokio 2020, por lo que reciben apoyo financiero en sus esfuerzos.
Brussig se formó como chef de pastelería hasta que su discapacidad visual le impidió continuar con esa carrera.

## Resultados competiciones[5][9]
Juegos paralímpicos
- 2008 – 3ª plaza
- 2012 – 1ª plaza
- 2016 – 2ª plaza

Campeonatos del Mundo
- 2006 – 1ª plaza singles and team
- 2007 – 1ª plaza singles and team
- 2010 – 3ª plaza
- 2011 – 2ª plaza
- 2014 – 2ª plaza
- 2015 – 1ª plaza

Campeonatos europeos
- 2007 – 1ª plaza singles and team
- 2009 – 3ª placza team
- 2009 – 2ª plaza
- 2011 – 3ª plaza
- 2013 – 2ª plaza
- 2015 – 2ª plaza

Campeonatos alemanes
- 2005 – 2ª plaza
- 2006 – 1ª plaza
- 2007 – 1ª plaza
- 2008 – 1ª plaza
- 2009 – 1ª plaza
- 2010 – 1ª plaza
- 2011 – 1ª plaza
- 2012 – 2ª plaza
- 2013 – 1ª plaza
- 2014 – 1ª plaza
- 2017 – 1ª plaza

Campeonatos suizos
- 2005 – 1ª plaza
- 2006 – 2ª plaza
- 2007 – 3ª plaza
- 2008 – 3ª plaza
- 2009 – 2ª plaza
- 2010 – 5ª plaza
- 2012 – 2ª plaza
- 2013 – 3ª plaza
- 2014 – 3ª plaza